# 세르반 파블루

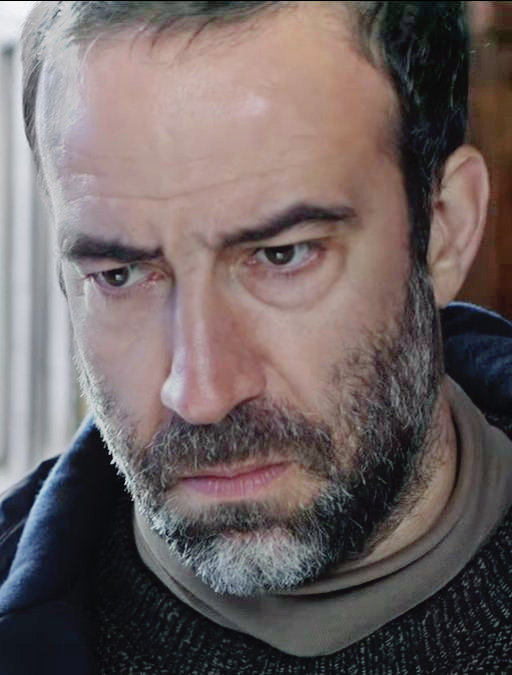

세르반 파블루(Șerban Pavlu, 1975년 6월 29일 ~ )는 루마니아의 배우이다.
부쿠레슈티에서 태어났다.

## 영화
- 몬스터즈. (2019년)
- 찰스톤 (2017년)
- 썸머스 오버 (2016년)
- 상처입은 마음 (2016년)
- 투 로터리 티켓 (2016년)
- 일본견 (2013년)
- 록산느 (2013년)
- 에브리바디 인 아워 페밀리 (2012년)
- 우르슐 (2011년)
- 팬텀 파더 (2011년)
- 사진 (2010년)